# Annie Lorrain Smith

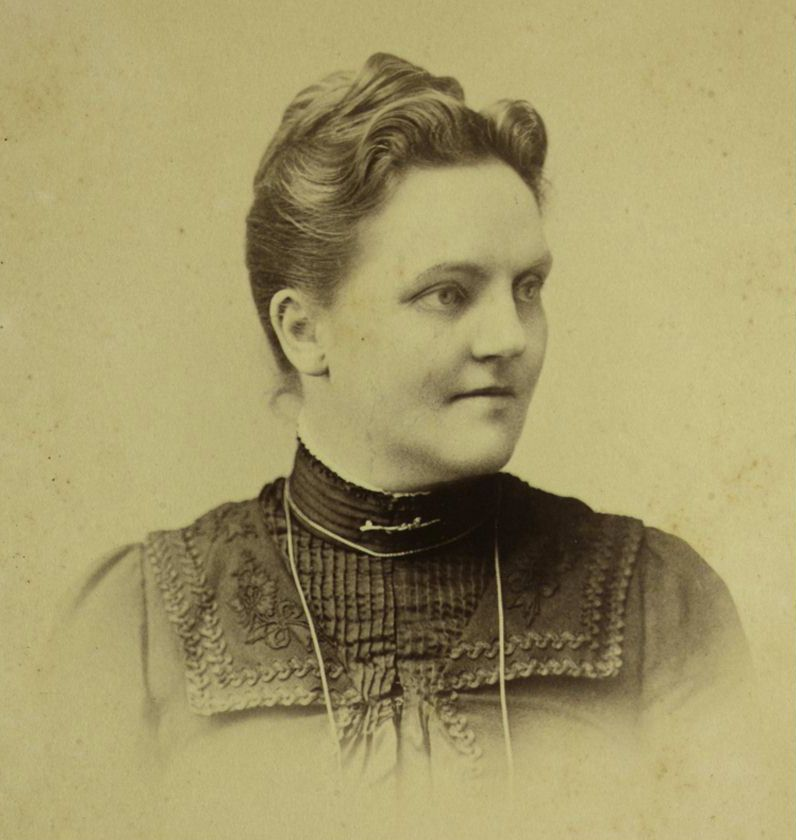
Annie Lorrain Smith, 1901

Annie Lorrain Smith, OBE (* 23. Oktober 1854 in Dumfriesshire, Schottland; † 7. September 1937 in London, England) war eine britische Lichenologin und Mykologin. Sie war Gründungsmitglied und zwei Amtszeiten lang Präsidentin der British Mycological Society.

## Leben und Werk

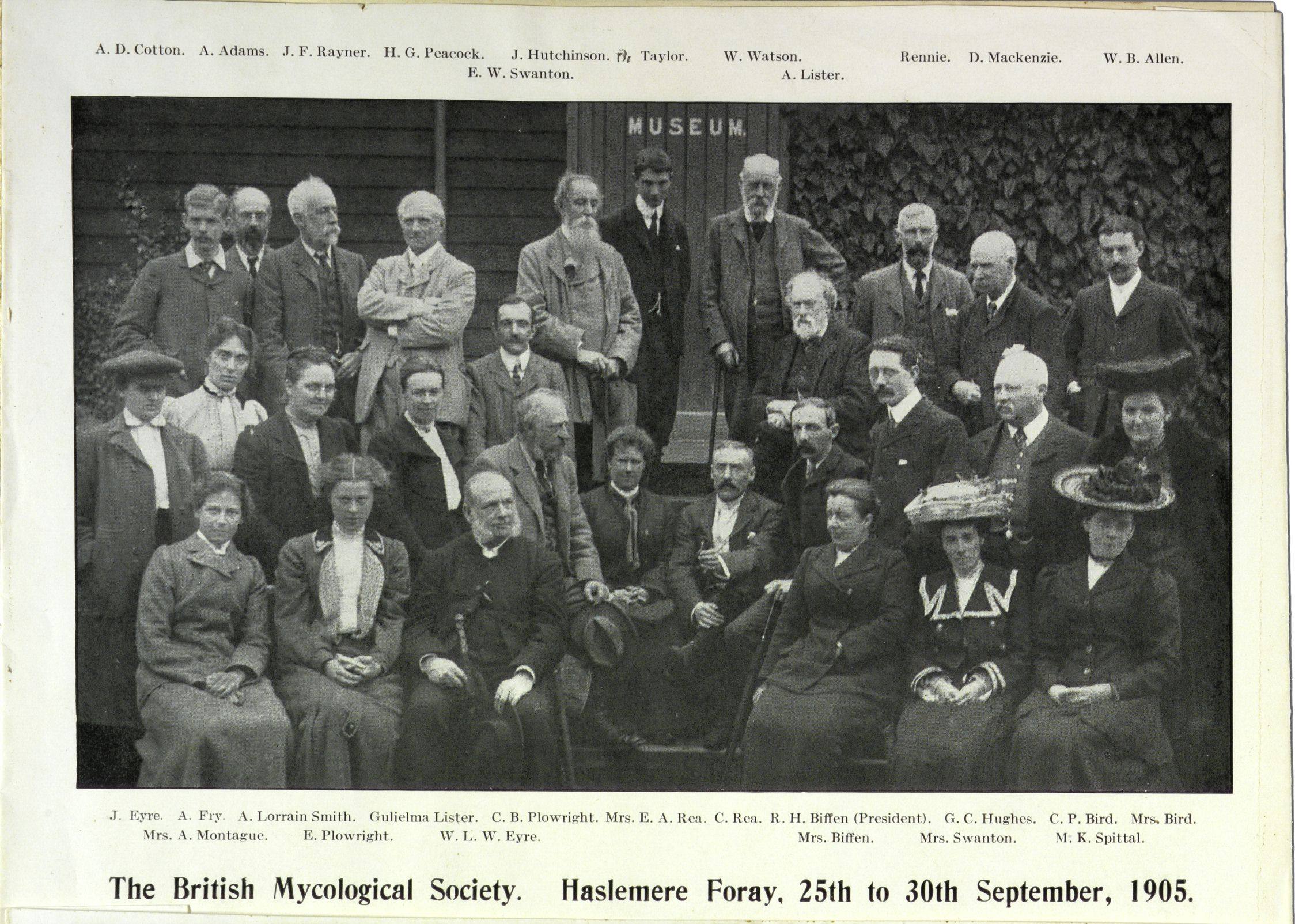
Gruppenfoto der British Mycological Society beim Haslemere Fungus Foray vom 25. bis 30. September 1905. Annie Lorrain Smith, 3 v. r. in der mittleren Reihe

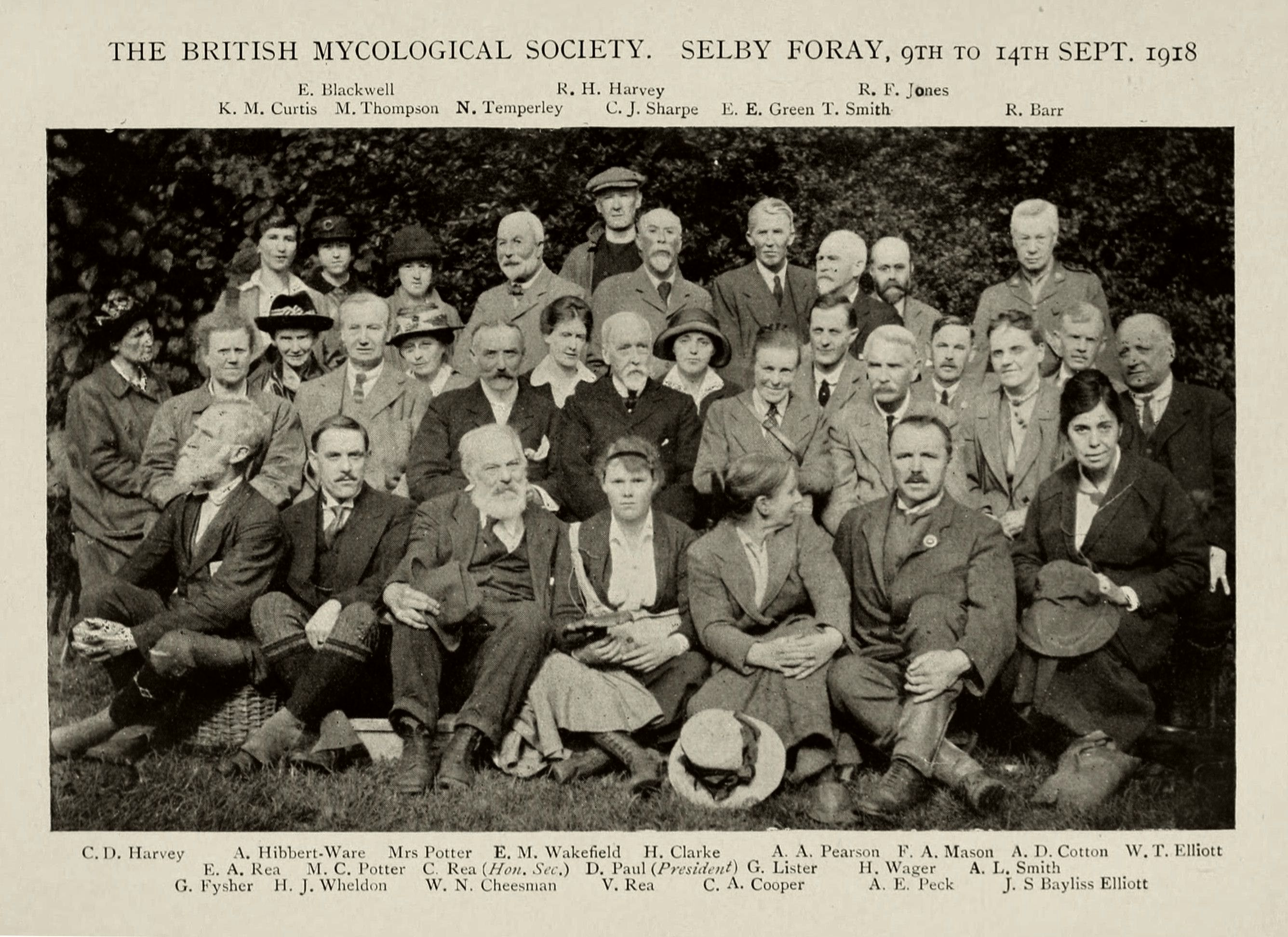
Gruppenfoto der British Mycological Society beim Selby Fungus Foray vom 9. bis 14. September 1918. Annie Lorrain Smith, 1. v. r. 2. Reihe

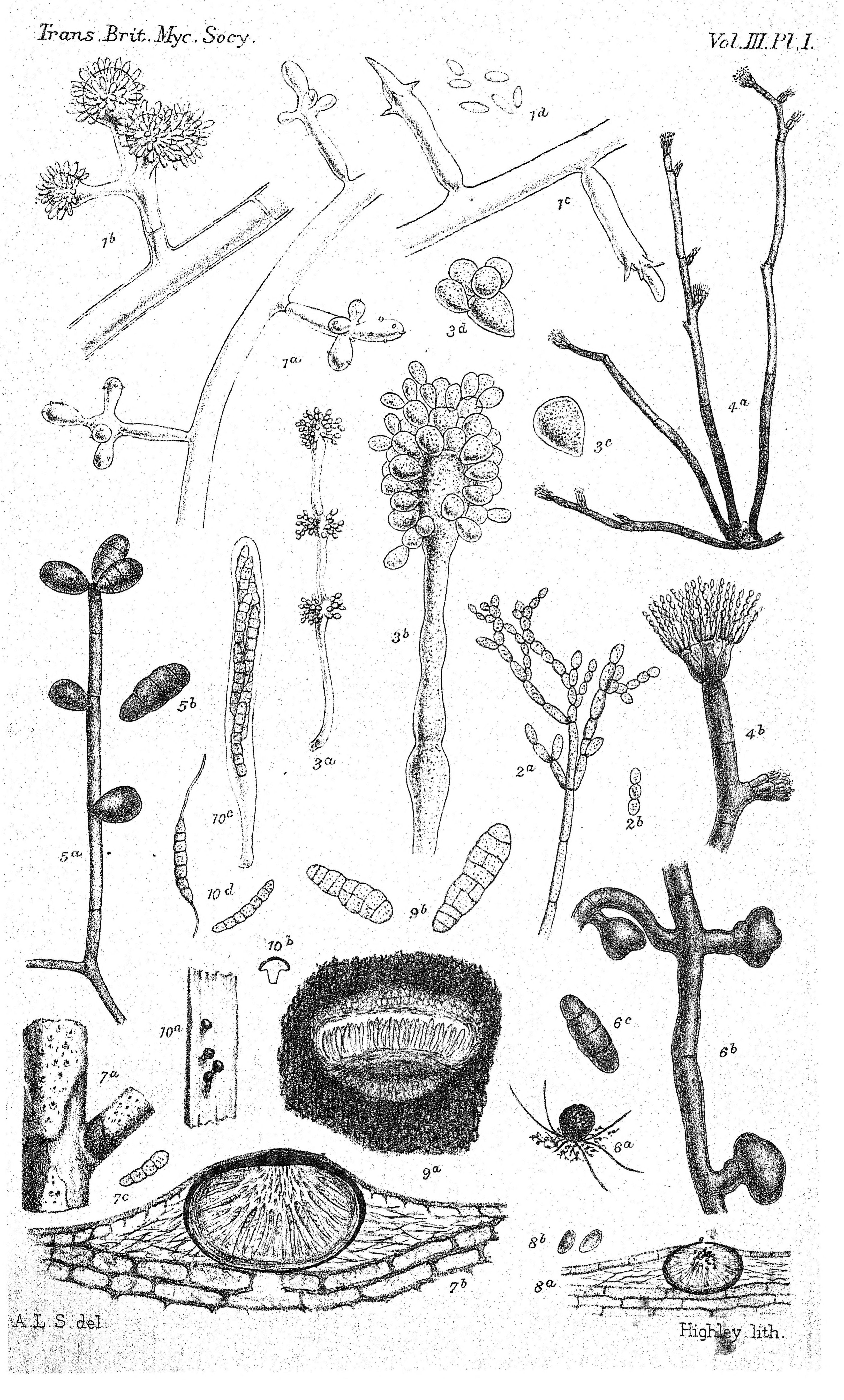
Zeichnung verschiedener Pilze von Annie Lorrain Smith. 1 Botriosporium pulchrum; 2 Hormodendron hordei; 3 Gonatorrhodiella highlei; 4 Haplographium finitimum; 5 Spondylocladium xylogenum; 6 Meliola niessleana; 7 Leptosphaeria vagabunda; 8 Coniothyrium vagabundum; 9 Curreyella aucupariae; 10 Cudoniella allenii.

Smith war die jüngere Tochter von Annie Lorrain Smith und Reverend Walter Smith, Pfarrer der Free Church of Scotland. Sie erhielt 1869 ihre Schulbildung in Edinburgh und studierte Französisch in Orléans und Germanistik in Tübingen. Eine Zeit lang arbeitete sie als Gouvernante und studierte um 1888 Botanik bei Dukinfield Henry Scott am Royal College of Science in London. Sie arbeitete dann in der Abteilung für Botanik im British Museum, wo sie die Neuanlage der Sammlung mikroskopischer Objektträger von Pilzen übernahm, die von Anton de Bary erworben worden war. Ihre Bezahlung erfolgte aus einem Sonderfonds, da sie im Museum als Frau keine offizielle Position besetzen durfte. Von 1899 bis 1901 arbeitete sie als Assistentin des Leiters der botanischen Abteilung des British Museums und erwarb Kenntnisse über Schimmelpilze, die sie befähigten, Pilzsammlungen aus der Karibik, Angola und Ostafrika zu identifizieren. Über ihre Studien zu diesen und zu neuen oder seltenen britischen Pilzen wurde in zahlreichen Artikeln berichtet, die zwischen etwa 1895 und 1920 veröffentlicht wurden.
Ab 1906 arbeitete Smith auch in der Lichenologie. Nach dem Tod des Lichenologen James Mascall Morrison Crombie verpflichtete sie sich, den unvollendeten zweiten Band seiner Monographie der britischen Flechten fertigzustellen. Diese erschien 1911 unter ihrem Namen, obwohl man heute annimmt, dass es fast ausschließlich Crombies Werk war. Allerdings überarbeitete sie dann beide Bände 1918 und 1926 für eine zweite Auflage und veröffentlichte 1921 ihr illustriertes Handbook of British Lichens.
Als Mitglied des Essex Field Club war Smith Gründungsmitglied der British Mycological Society und war 1907 und 1917 deren Präsidentin. Sie war 1904 eine der ersten Frauen, die nach einer Änderung der Zulassungsgesetze als Fellow der Linnaean Society of London zugelassen wurde und diente von 1918 bis 1921 in dessen Rat.
Sie veröffentlichte 85 Publikationen, wobei von ihren Zeitgenossen die Rezensionen und Zusammenfassungen neuerer Arbeiten über Flechten geschätzt waren, die sie mehr als dreißig Jahren regelmäßig für botanische Zeitschriften beisteuerte. Ihre Feldforschung in der Lichenologie beschränkte sich hauptsächlich auf die Exkursionen des Essex Field Club und der British Mycological Society. Von 1909 bis 1911 nahm sie als Lichenologin an der Clare Island Survey teil, einer der erfolgreichsten groß angelegten Felduntersuchungen der damaligen Zeit. 1914 war sie in Australien Teilnehmerin an der vierundachtzigsten Sitzung der British Association for the Advancement of Science.
Smith setzte sich für das Frauenwahlrecht und Bürgerrechte ein und erhielt 1931 im Alter von fast 77 Jahren eine Rente „in Anerkennung ihrer Verdienste um die botanische Wissenschaft“. Sie starb kurz vor ihrem dreiundachtzigsten Geburtstag in ihrem Haus im Westen Londons.
Ihr botanisches Autorenkürzel lautet A.L.Sm. Die Flechte Verrucaria lorrain-smithiae, mittlerweile Synonym von Verrucaria sandstedei B.de Lesd., wurde von Matilda Cullen Knowles nach ihr benannt.

## Ehrungen
- 1904: Fellow of the Linnean Society of London
- 1934: Officer of the Order of the British Empire[4]

## Veröffentlichungen (Auswahl)
- East African fungi. In: Journal of Botany, British and Foreign, 33, S. 340–344, 1895.
- Nomenclature of British Pyrenomycetes. In: Journal of Botany, British and Foreign, 34, S. 358–359, 1896.
- Microscopic fungi new to, or rare in, Britain. In: Journal of Botany, British and Foreign, 35, S. 7–8, 100, 1897.
- Supplement to Welwitsch’s African fungi. In: Journal of Botany, British and Foreign, 36, S. 177–180, 1898.
- New or rare British fungi. In: Journal of Botany, British and Foreign, 36, S. 180–182, 1898.
- British mycology. In: Transactions of the British Mycological Society, 1899, 1, S. 68–75.
- Lichens. Wentworth Pr, 2016, ISBN 978-1-372-65143-4.
- mit James M. Crombie: A Monograph of Lichens Found in Britain: Being a Descriptive Catalogue of the Species in the Herbarium of the British Museum. Volume Part 2. Lightning Source, ISBN 978-1-354-73169-7.
- mit Susan Carter Holmes: Flora of Tropical East Africa, Euphorbiaceae. 1988, ISBN 90-6191-338-1.